# Koreanska folkarméns flygvapen
Koreanska folkarméns flygvapen är Nordkoreas flygvapen. Nordkoreas försvarsmakt utgörs av marktrupperna, flygvapnet och flottan.